# 新华东街
39°54′27″N 116°39′50″E / 39.907504°N 116.663800°E

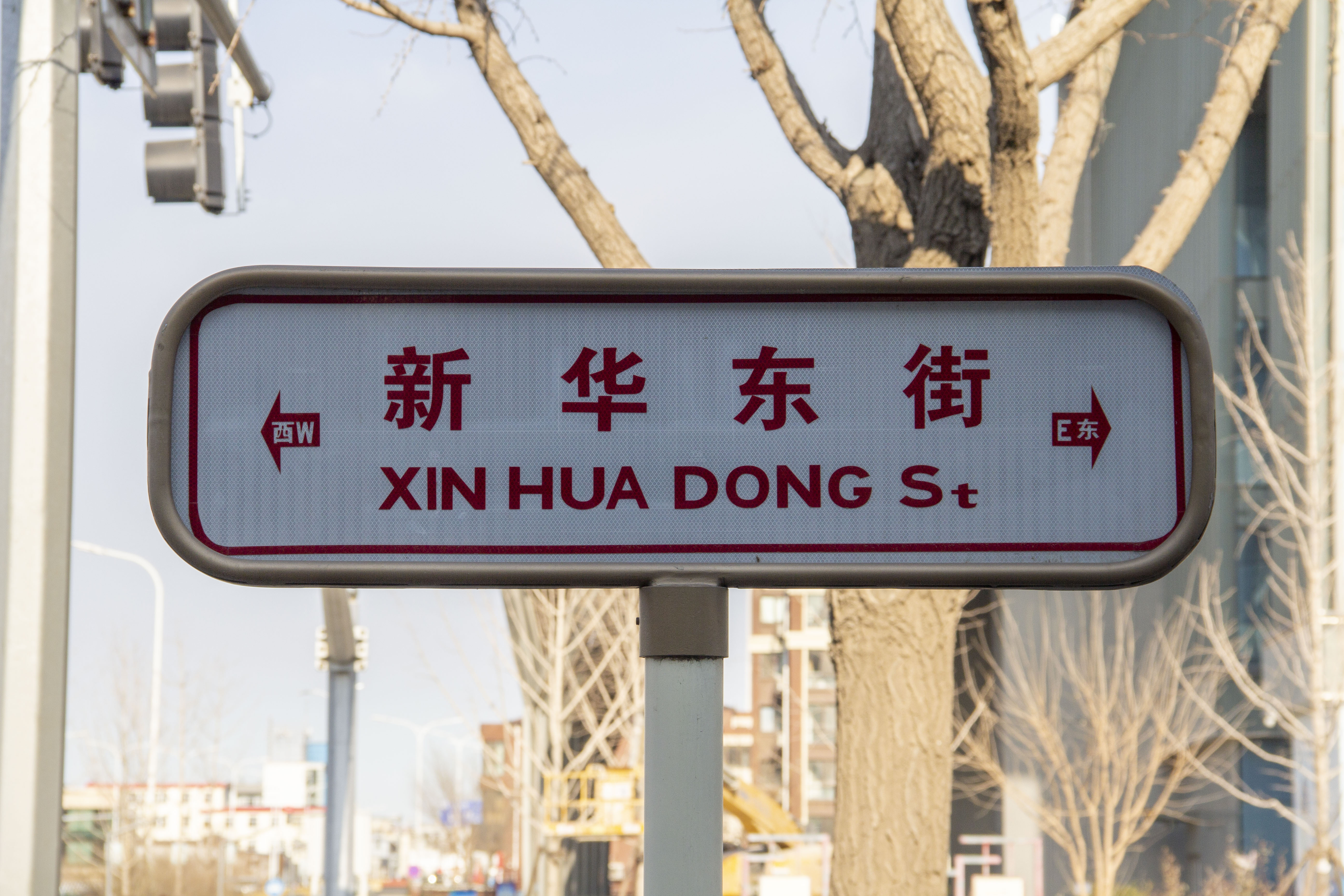
新华东街 街牌

新华东街是位于中国北京市通州区的一条街，是长安街延长线的一部分，也是北京城市副中心“十一横九纵”路网体系中“新华大街-召里大街”横向通道的一部分，西侧连接新华西街，东侧通过东关大桥连接通胡路，与前者合称“新华大街”。新华东街原本是穿城河，是于1950年代新中国创立不久后，用拆除通州城墙的墙砖铺在下面修建的。

## 历史
- 1952年6月27日，通县镇政府开始拆除城墙用来改造万寿宫通惠河的一部分穿城河，用拆下来的城砖在臭水沟里砌成1.5米高、1.5米宽的下水道，然后用城墙土填垫臭水沟，铺筑成条宽30米、长1160米的马路，到1953年完成至吉祥路南口部分[3]。
- 1965年，整个新华大街实施了硬化工程[3]。
- 1998年大修，疏通了下水道，铺设了天然气、自来水、电缆、广播电视、线路管道，拓宽为双向六车道，隔离带外拓展5米宽的机动车道[3]。

## 图册

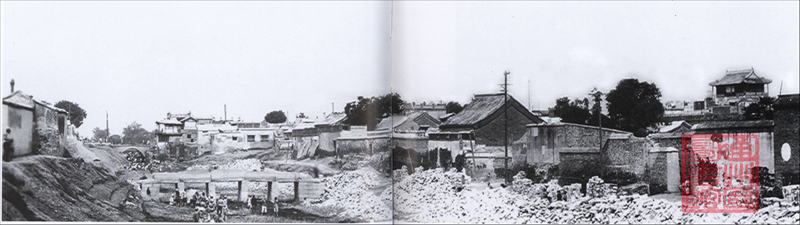
正在改造的万寿宫前穿城河。
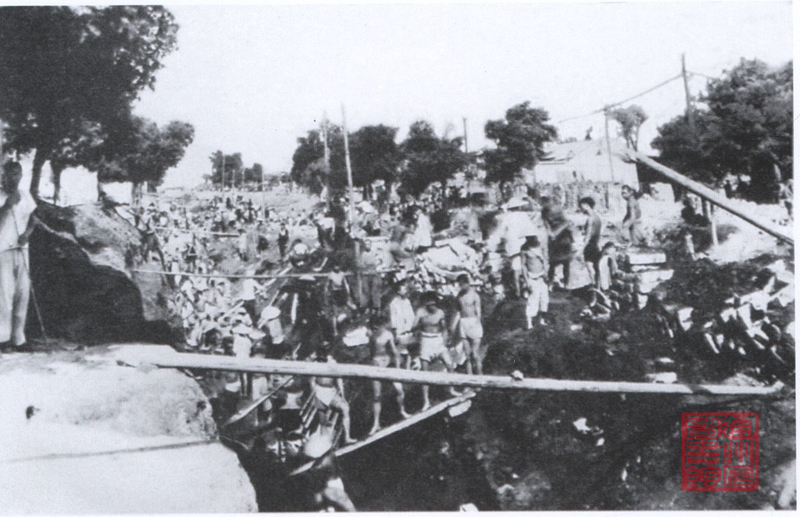
正在改造的穿城河。

## 建筑物
| 新华东街南侧 | 新华东街南侧                   | 新华东街南侧 | ↑ 西 新 华 东 街 东 ↓ | 新华东街北侧 | 新华东街北侧                       | 新华东街北侧  |
| ------------ | ------------------------------ | ------------ | --------------------- | ------------ | ---------------------------------- | ------------- |
| 门牌号       | 建筑物、场所或单位             | 图片         | ↑ 西 新 华 东 街 东 ↓ | 图片         | 建筑物、场所或单位                 | 门牌号        |
| 新华南路     | 新华南路                       | 新华南路     | ↑ 西 新 华 东 街 东 ↓ | 新华北路     | 新华北路                           | 新华北路      |
| 306号        | 北京市通州区电信局             |              | ↑ 西 新 华 东 街 东 ↓ |              | 京杭府                             | 289号         |
|              |                                |              | ↑ 西 新 华 东 街 东 ↓ |              | 北京通州希尔顿酒店                 | 289号         |
| 274号        |                                |              | ↑ 西 新 华 东 街 东 ↓ |              | 通州区体育场                       |               |
| 254号        | 通州区商务局                   |              | ↑ 西 新 华 东 街 东 ↓ |              | 贡院小学                           | 西海子西路1号 |
|              |                                |              | ↑ 西 新 华 东 街 东 ↓ |              | 通州宾馆（在建）                   | 吉祥路13号    |
| 194号        | 北京潞洲水务公司新华东街营业厅 |              | ↑ 西 新 华 东 街 东 ↓ |              | 中国北京人力资源服务产业园通州园区 | 11号          |
| 西大街9号    | 通州博物馆                     |              | ↑ 西 新 华 东 街 东 ↓ |              | 中国北京人力资源服务产业园通州园区 | 11号          |
| 回民胡同45号 | 通州区民族小学                 |              | ↑ 西 新 华 东 街 东 ↓ |              | 绿地中央城（在建）                 |               |
| 116号        | 人民购物中心                   |              | ↑ 西 新 华 东 街 东 ↓ |              | 绿地中央城（在建）                 |               |
|              | 复地中心                       |              | ↑ 西 新 华 东 街 东 ↓ |              | 运河ONE（在建）                    |               |

|  | 通州 新城 北門 南門 新城南門 西門 東門 北極閣 文昌閣 敵樓 舊敵樓 鼓樓 文殊塔 南溪閘 減水閘 通流閘 新城大街 西大街 北大街 东大街 南关大街 南大街 西顺城街 天成巷 帥府街 東關大街 十字街 大、小紅牌樓胡同 新街下坡胡同 新街口 西倉 南倉 中倉 馬家胡同 熊家胡同 四眼井胡同 史家胡同 白將胡同 大条胡同 二条 三条胡同 小燒酒胡同 半截胡同 大燒酒胡同 中倉胡同 倉溝 史家胡同 石板胡同 如意胡同 蔡家胡同 教子胡同 東塔胡同 前剪子巷 后剪子巷 豆腐巷 八里橋 通利橋 哈叭橋 善人橋 臥虎橋 吾党橋 東水關 南水關 東海 西海 葫蘆頭 石壩 土壩 北運河 通州衛 理事廳 倉場署 刑錢府 江蘇局 浙江局 貢院 後營 東營房 西營房胡同 定邊衛 北後街 南街 黃亭 聖教寺 慈航寺 靜安寺 觀昌寺 文廟 武聖廟 大關廟 龍王觀 三官廟 萬壽宫 碧霞宫 射園 北果市 牛市口 魚市 糧食市 江米店 東柵欄口 西柵欄口 玉带河 |
|  | 光緒《通州志》中的“城池圖” |

|  | 潞苑北大街 朝阳北路 潞苑二街 潞苑南大街 通燕路 新华西街 新华东街 通胡大街 召里大街 玉带河西大街 玉带河东大街 广渠路 运河西大街 运河东大街 怡乐中街 九棵树东路 京津公路 怡乐南街 云景南大街 小圣庙街 万盛南街 云瑞南街 施园街 金榆路 怡乐西路 商通大道 通惠北路 通惠南路 翠屏西路 九棵树西路 通顺路 新华北路 新华南路 九棵树中路 滨榆西路 东关大道 故城东路 颐瑞东路 潞苑东路 芙蓉东路 潞阳大街 东六环西侧路 通怀路 通济路 张凤路 春明西路 通济路 东部发展带联络线 |
|  | 北京城市副中心十四五规划 “十一横九纵”路网体系 |